# Громовик Богдан Петрович
Богда́н Петро́вич Громови́к (*4 серпня 1957, м. Зборів Тернопільської обл.) — український науковець у галузі фармації, доктор фармацевтичних наук, професор, завідувач кафедри організації і економіки фармації Львівського національного медичного університету імені Данила Галицького.
Напрямок наукових досліджень: розвиток теорії та практики фармацевтичного управління.

## Кар'єра
- провізорські посади в Чернігівському і Тернопільському обласних аптечних управліннях (1980–83);
- асистент (1983), доцент (1995) кафедри організації та економіки фармації Львівського національного медичного університету імені Данила Галицького;
- доцент (2004–06), професор (2006–09) кафедри організації та економіки фармації Одеського державного медичного університету;
- професор (2009-12),  в.о. завідувача (2012) кафедри організації й економіки фармації та технології ліків факультету післядипломної освіти Львівського національного медичного університету імені Данила Галицького.
- завідувач (2012-15), професор (2015-16) кафедри організації та економіки фармації;
- декан (2014-16) фармацевтичного факультету  Львівського національного медичного університету імені Данила Галицького;
- завідувач (з 2016) кафедри організації та економіки фармації Львівського національного медичного університету імені Данила Галицького;
- Заслужений професор Львівського національного медичного університету імені Данила Галицького (2021).

## Науковий доробок
Автор понад 700 наукових і науково-методичних праць, серед них 20 монографій, 7 підручників, 17 навчальних посібників, один довідник. 
Найкращий науковець за підсумками Національного рейтингу учасників фармацевтичного ринку України "Фармація - 2006", нагороджений Почесною грамотою МОЗ України (2007), лауреат премії обласної державної адміністрації та обласної ради для працівників наукових установ і закладів вищої освіти Львівської області (2021). 
Підготував п'ятьох докторів (В.П. Попович, Л.М. Унгурян, П.В. Олійник, Н.О. Ткаченко, О.Р. Левицька) і п'ятьох кандидатів (О.О. Кухар, А.В. Горілик, С.Є. Шунькіна (Прокіп), І.В. Гадяк, М.В. Корольов) фармацевтичних наук та двох докторів філософії (О.Б. Панькевич, Ю.І.Кремінь) зі спеціальності 226 Фармація, промислова фармація .
Основні праці: 
- Оптимизация эффективности и качества работы контрольно-аналитической службы (канд. дис.), Львів, 1988;
- Теоретико-методологічні та прикладні засади логістичного управління фармацевтичними підприємствами (докт. дис.), Київ, 2006;
- Фармацевтичний маркетинг (навчальний посібник), Львів, Наутілус, 2000 (співавт.);
- Організація роботи аптек (навчальний посібник), Вінниця, Нова Книга, 2003, 2005, 2007;
- Фармацевтичний маркетинг: теоретичні та прикладні засади (навчальний посібник), Вінниця, Нова Книга, 2004 (співавт.);
- Практикум з організації та економіки фармації (навчальний посібник), Вінниця, Нова Книга, 2004 (співав.);
- Фармацевтична логістика (монографія), Харків, В-во НфаУ, Золоті сторінки, 2004 (співавт.);
- Менеджмент у фармації (підручник), Вінниця, Нова Книга, 2005, 2009 (співав.);
- Менеджмент і маркетинг у фармації (підручник), Київ, Медицина, 2008 (співав.);
- Організація та економіка фармації (підручник), Вінниця, Нова Книга, 2009 (співав.);
- Нормативне забезпечення фармацевтичних і біотехнологічних виробництв (навчальний посібник), Львів, Тріада плюс, 2010 (співав.);
- Медичне і фармацевтичне товарознавство: Товари аптечного ассортименту (навчальний посібник, Вінниця, Нова Книга, 2011 (співав.);
- Нормативно-правове регулювання діяльності біотехнологічних і фармацевтичних виробництв (підручник), Львів, Тріада плюс, 2011 (співав.), Львів, «Новий  світ-2000», 2016, 2021 (співав.);
- Неперервна фармацевтична освіта в Україні: науково-методичні аспекти управлінсько-економічної підготовки (монографія), Львів: Растр – 7, 2012;
- Гепатопротекторний потенціал рослин (монографія). К.: ТОВ «НВП «Інтерсервіс», 2012 (співав.);
- Фармацевтична логістика : фокус на допомозі пацієнту (монографія), Львів: Растр-7, 2013 (співав.);
- Фармацевтична допомога в геріатрії: прикладні аспекти (монографія), Львів: Растр-7, 2014 (співав.);
- Сучасні аспекти фармацевтичної практики в Україні (колективна монографія), Львів: Ліга-прес, 2014[1] (співав.);
- Ішемічний інсульт: клініко-фармацевтичні аспекти (монографія), Львів: Ліга-прес, 2014 (співавт.);
- Смаколики кафедри. Misce ut fiat deliciae: збірка кулінарних рецептів, Львів: Ліга-Прес, 2014 (співав.);
- Становлення та розвиток кафедри організації та економіки фармації Львівського національного к університету імені Данила Галицького (1964-2014 роки): (монографія), Львів: Ліга-прес, 2014[2] (співав.).
- Department of Organization and Economics of Pharmacy at Danylo Halytsky Lviv National Medical University: historical review (to the 50th anniversary) (monograph), Lviv, Liga Press, 2014[3] (співав.);
- Інформаційне супроводження процесу фармакотерапії у паліативній та хоспісній медицині  (монографія), Львів : Ліга-Прес, 2015 (співав.);
- Фармацевтична практика: логістичні, інформаційні, нейроекономічні, та соціальні аспекти (монографія), Львів: Простір-М, 2016 (співав.);
- Information and technologies in the development of socio-economics systems: monograph, Katovice: School of Technology, 2016 (співав.);
- Сучасні аспекти фармацевтичної практики в Україні: колективна монографія. Випуск 2, Львів: Ліга-прес, 2017(співав.);
- Практикум з медичного і фармацевтичного товарознавства. Частина 2. Фармацевтичне товарознавство: навчальний посібник для викладачів, Львів: Видавництво "Простір-М", 2018 (співавт);
- Історичні аспекти та сучасний стан фальсифікації лікарських засобів в Україні та світі: монографія, Рівне: Волин. обереги, 2018 (наук. редакція);
- Фармація і фармацевти в етично-літературному вимірі: монографія, Львів: Простір-М, 2018 (співавт.);
- Професор Піняжко Роман Михайлович: віхи життєвого і творчого шляху: монографія, Львів : Ліга-Прес, 2018 (співавт.);
- Професор Гром Орест Лаврентійович: віхи життєвого і  творчого шляху: монографія, Львів : Ліга-Прес, 2018 (співавт.);
- Здобутки та перспективи управління фармацевтичною системою: збірник праць науково-практичної конференції з міжнародною участю, присвяченої 90-річчю з дня народження професора Р.М. Піняжка і 75-річчю з дня народження професора О.Л. Грома (Львів, 28-29 вересня 2018 р.): наукове видання, Львів: Ліга – Прес, 2018 (наук. редакція);
- Соціальна відповідальність у професійній діяльності фахівців фармації : монографія / Н. О. Ткаченко; за науковою редакцією професора Б. П. Громовика, Запоріжжя : Вид-во ЗДМУ, 2018;
- Management and marketing in pharmacy. Part II. Marketing in pharmacy : textbook with multiple choice questions, Lviv, Prostir-M, 2019 (співавт.);
- Pharmaceutical management and marketing. Part II. Pharmaceutical marketing : textbook for practical classes. Lviv, Prostir-M, 2021 (співавт.);
- Практикум з фармацевтичного і медичного товарознавства. Частина 1. Медичне товарознавство: навчальний посібник для викладачів, Львів: Видавництво "Простір-М", 2021 (співавт.);
- Практикум з фармацевтичного маркетингу: навчальний посібник для викладачів, Львів: Видавництво "Простір-М", 2022 (співавт.).